# Anthony Randazzo
Anthony Randazzo (Sydney, 7 de outubro de 1966) é um clérigo católico romano australiano. Atualmente é bispo de Broken Bay e o administrador apostólico do Ordinariato Pessoal Nossa Senhora da Cruz do Sul.

## Biografia
Anthony Randazzo frequentou a Saint Augustine Catholic School em Coolangatta, Queensland (1972-1973), a Guardian Angels Catholic School (1973-1975) e o Aquinas College em Southport, Queensland (1976-1983). Realizou seus estudos eclesiásticos no Pio XII Provincial Seminary e na Universidade de Queensland em Brisbane (1985-1991), obtendo um Bacharelado em Teologia pela Brisbane College of Theology (1991). Posteriormente, obteve a Licenciatura em Direito Canônico (2000) e o Diploma em Direito (2001) pela Pontifícia Universidade Gregoriana de Roma. Ele recebeu o sacramento da ordenação para a Arquidiocese de Brisbane em 20 de novembro de 1991.
Desde sua ordenação, Randazzo ocupou os seguintes cargos: pároco assistente da Paróquia de Santa Maria em Ipswich e secretário do Conselho Presbiteral (1992-1994); vigário paroquial da Catedral de Santo Estêvão, Mestre de Cerimônias Episcopal e secretário do Comitê de Nomeações e Transferências do Clero (1995-1997); Oficial de Audiência do Tribunal Regional da Província de Brisbane (1998); pároco da Paróquia Regina Caeli em Coorparoo Heights (2001-2003); Diretor de Vocações (2001-2004); Vigário Judicial Adjunto e Juiz do Tribunal Regional de Brisbane (2001-2005); Membro Executivo do Conselho Presbiteral (2001-2004); Juiz do Tribunal Nacional de Apelação da Igreja Católica da Austrália e Nova Zelândia (desde 2003); Oficial na Congregação para a Doutrina da Fé (2004-2008); Diretor de Vocações (2009-2010); Reitor do Seminário Espírito Santo em Brisbane (2009-2015); Assistente do Arcebispo de Brisbane (desde 2016). Em 2007, foi nomeado Capelão de Sua Santidade.
Em 24 de junho de 2016, o Papa Francisco o nomeou bispo titular de Quiza e bispo auxiliar de Sydney. Recebeu a consagração episcopal em 24 de agosto seguinte, na Catedral de Santa Maria, Sydney, do Arcebispo de Sydney, Anthony Colin Joseph Fisher, OP; os principais co-consagradores foram Mark Benedict Coleridge, Arcebispo de Brisbane, e Stephen Lee Bun Sang, Bispo de Macau.
Como Bispo Auxiliar, Monsenhor Randazzo foi responsável pela região oeste da Arquidiocese, vigário episcopal para a formação, presidente do Conselho das Escolas Católicas de Sydney e membro da Comissão Episcopal para o Conselho Plenário.
O Papa Francisco o nomeou Bispo de Broken Bay em 7 de outubro de 2019. A posse ocorreu no dia 4 de novembro do mesmo ano.
Em fevereiro de 2023, Randazzo foi eleito presidente da Federação das Conferências Episcopais Católicas da Oceânia para um mandato de quatro anos.
Em abril de 2023, foi nomeado Administrador Apostólico “ad nutum Sanctae Sedis” do Ordinariato Pessoal Nossa Senhora da Cruz do Sul, com efeito a partir de 1º de julho de 2023, após a renúncia de Monsenhor Carl Reid.